# Arica y Parinacota
XV Región de Arica y Parinacota är en av de regioner som utgör Chile. Regionen är den nordligaste i landet och gränsar i norr till Peru och provinsen Tacna, i öster till Bolivia, i väster till Stilla Havet och i söder till Tarapacá. Huvudstad i regionen är Arica, och regionen är i sig uppdelad i de mindre provinserna Provincia de Arica och Provincia de Parinacota.
Regionen tillhörde tidigare regionen Tarapacá men den 8 oktober 2007 bildade provinserna Arica och Parinacota sin egen region efter år av planeringar.
Som en del av regionen Tarapacá tillhörde området före Stillahavskrigen Peru och ingick i den peruanska Tarapacáprovinsen, men övergick 1883 till Chile som ett resultat av kriget.
Befolkningen i provinsen uppgår till knappt 200 000 invånare, varav 180 000 i staden Arica med omgivningar.